# Atherigona splendens
Atherigona splendens este o specie de muște din genul Atherigona, familia Muscidae, descrisă de Mario Bezzi în anul 1928.
Este endemică în Fiji. Conform Catalogue of Life specia Atherigona splendens nu are subspecii cunoscute.